# Johann Gottlieb Goldberg
Johann Gottlieb Theophilus Goldberg (Danzica, 14 marzo 1727 – Dresda, 13 aprile 1756) è stato un compositore, clavicembalista e organista tedesco, allievo di Johann Sebastian Bach.
Goldberg è ricordato soprattutto per essere stato Kammermusic della cappella del conte von Brühl a Dresda. Si dice che Bach lo considerasse uno dei suoi discepoli più cari, in particolare per il suo virtuosismo e la grande espressività che caratterizzavano le sue esecuzioni.
Bach scrisse per lui nel 1742 un'opera celeberrima, che ne porta il nome: le Variazioni Goldberg (BWV 988).
Compose alcuni concerti per clavicembalo, 24 brevi composizioni per organo, alcune sonate a tre e 2 cantate.